# Менделеево (Крым)
Менделе́ево (до 1948 года  Акула́; укр. Менделєєве, крымскотат. Aqula, Акъула) — село в Красногвардейском районе Республики Крым в составе Пятихатского сельского поселения (согласно административно-территориальному делению Украины — Пятихатского сельского совета Автономной Республики Крым).

## Население
| 2001 | 2014 |
| ---- | ---- |
| 241  | ↘205 |

Всеукраинская перепись 2001 года показала следующее распределение по носителям языка
| Язык             | Процент |
| ---------------- | ------- |
| крымскотатарский | 48.55   |
| русский          | 35.68   |
| украинский       | 7.47    |
| другие           | 1.24    |

### Динамика численности
| - 1892 год — 40 чел. - 1900 год — 52 чел. - 1904 год — 43 чел. - 1915 год — —/20 чел. | - 1926 год — 118 чел. - 2001 год — 241 чел. - 2009 год — 204 чел. - 2014 год — 205 чел. |

## Современное состояние
На 2017 год в Менделеево числится 3 улицы: Лобача, Новая и Центральная; на 2009 год, по данным сельсовета, село занимало площадь 43,3 гектара на которой, в 95 дворах, проживало 204 человека. По данным Генерального плана на 2024 год площадь села составляет 43,9 га. Село связано автобусным сообщением с райцентром и соседними населёнными пунктами.

## География
Менделеево — село в центре района в степном Крыму, высота центра села над уровнем моря — 54 м. Соседние сёла: Цветково в 2,5 км на юго-запад, Полтавка в 3 км на северо-запад и Пятихатка в 3,5 км на восток. Расстояние до райцентра — около 22 километров (по шоссе), ближайшая железнодорожная станция — Ефремовская — примерно в 8 километрах. Транспортное сообщение осуществляется по региональной автодороге 35Н-270 от шоссе 35А-002 «граница с Украиной — Симферополь — Алушта — Ялта» до Пятихатки (по украинской классификации — С-0-10660).

## История
Судя по доступным документам, Акулла, в составе Бютеньской волости, основана в конце XIX века, немецкими колонистами, католиками и лютеранами, на арендованной земле. Согласно «…Памятной книжке Таврической губернии на 1892 год», в деревне Акулла (записано, как Анкулла), находившейся в частном владении, было 40 жителей в 4 домохозяйствах, по «…Памятной книжке Таврической губернии на 1902 год» в деревне числилось 52 жителя в 4 домохозяйствах. К 1904 году население составило 43 человека. По Статистическому справочнику Таврической губернии. Ч.II-я. Статистический очерк, выпуск пятый Перекопский уезд, 1915 год, на хуторе Акулла Бютеньской волости Перекопского уезда числился 1 двор с немецким населением без приписных жителей, но с 20 — «посторонними», из которых 16 мужчин и 4 женщины. При хуторе числилось 914 десятин удобной земли. В хозяйстве имелось 18 лошадей, 76 волов, 6 коров и 16 голов мелкого скота.
После установления в Крыму Советской власти и учреждения 18 октября 1921 года Крымской АССР, в составе Симферопольского уезда был образован Биюк-Онларский район, в состав которого включили село, а в 1922 году уезды получили название округов. 11 октября 1923 года, согласно постановлению ВЦИК, в административное деление Крымской АССР были внесены изменения, в результате которых был ликвидирован Биюк-Онларский район и село включили в состав Джанкойского. Согласно Списку населённых пунктов Крымской АССР по Всесоюзной переписи 17 декабря 1926 года, в селе Акула, Бешуй-Элинского сельсовета (в котором село состоит всю дальнейшую историю) Симферопольского района, числилось 24 двора, из них 23 крестьянских, население составляло 118 человек, из них 91 немец, 25 русских, 1 украинец, 1 эстонец.
Постановлением КрымЦИКа «О реорганизации сети районов Крымской АССР» от 15 сентября 1930 года был вновь создан Биюк-Онларский район, теперь как национальный (лишённый статуса национального постановлением Оргбюро ЦК КПСС от 20 февраля 1939 года) немецкий (указом Президиума Верховного Совета РСФСР № 621/6 от 14 декабря 1944 года переименованный в Октябрьский) и село включили в его состав. Вскоре после начала Великой Отечественной войны, 18 августа 1941 года крымские немцы были выселены, сначала в Ставропольский край, а затем в Сибирь и северный Казахстан.
После освобождения Крыма от фашистов в апреле, 12 августа 1944 года было принято постановление № ГОКО-6372с «О переселении колхозников в районы Крыма» и в сентябре 1944 года в район приехали первые новоселы (57 семей) из Винницкой и Киевской областей, а в начале 1950-х годов последовала вторая волна переселенцев из различных областей Украины. С 25 июня 1946 года Акула в составе Крымской области РСФСР. Указом Президиума Верховного Совета РСФСР от 18 мая 1948 года, Акулу переименовали в Менделеево. 26 апреля 1954 года Крымская область была передана из состава РСФСР в состав УССР.
Указом Президиума Верховного Совета УССР «Об укрупнении сельских районов Крымской области», от 30 декабря 1962 года, Октябрьский район был упразднён и Менделеево присоединили к Красногвардейскому. С 12 февраля 1991 года село в восстановленной Крымской АССР, 26 февраля 1992 года переименованной в Автономную Республику Крым. С 21 марта 2014 года в составе Крыма аннексировано Россией.